# Hermilio Valdizán

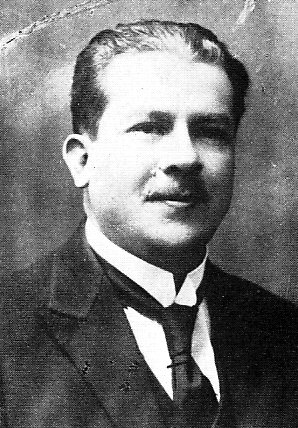
Hermilio Valdizán

Hermilio Valdizán Medrano  (geb. 20. November 1885 in Huánuco; gest. 25. Dezember 1929 in Lima) war ein peruanischer Arzt, der sich auf Psychiatrie und Neurologie spezialisierte und für seine Werke zur peruanischen Medizingeschichte bekannt ist. Er gilt als Padre de la Psiquiatría Peruana („Vater der peruanischen Psychiatrie“). Er ist auch als Schriftsteller hervorgetreten.

## Leben und Wirken
Hermilio Valdizán wurde am 20. November 1885 in Huánuco in den peruanischen Anden geboren. Er studierte Medizin an der Universidad Mayor de San Marcos in der Hauptstadt Lima und erhielt von der peruanischen Regierung ein Stipendium für einen Europa-Aufenthalt. Er studierte in der Stadt Bologna in Italien und bereiste auch Frankreich und Schweiz. Nach dem Ausbruch des Ersten Weltkrieges kehrte er nach Peru zurück. Er arbeitete zur Geschichte der Medizinischen Fakultät von Lima, worin das Studium der Medizin während der verschiedenen Epochen der Eroberung, der Kolonialzeit und der Republik seines Landes behandelt wird. Einer seiner wichtigsten Beiträge war die Einrichtung der ersten psychiatrischen Ambulanz am Dos de Mayo Hospital in Lima. 1916 gründete er an der Universidad Mayor de San Marcos (Hauptuniversität San Marcos) in Lima den Lehrstuhl für Nerven- und Geisteskrankheiten. Er arbeitete auch journalistisch für El Tiempo, wo er anonym publizierte, und schrieb auch Artikel für La Prensa unter dem Pseudonym Juan Serrano. Er war einer der Gründer der Anales de la Facultad de Medicina (Annalen der Fakultät für Medizin), deren stellvertretender Herausgeber er war (1918). 1920 veröffentlichte er mit Honorio Delgado (1892–1969) die erste Ausgabe der Revista de Psiquiatría y disciplinas conexas (Zeitschrift der Psychiatrie und verwandter Disziplinen). Von 1922 bis 1926 war er Herausgeber der Zeitschrift Unanue, die sich der Geschichte der peruanischen Medizin widmete. Ab 1921 leitete er die Asilo Colonia „Victor Larco Herrera“ für psychisch Kranke im Distrikt von Magdalena und wurde später Direktor des psychiatrischen Krankenhauses gleichen Namens. Er reformierte die Behandlungsmethoden für psychisch Kranke. Er ist Verfasser eines Werkes zur peruanischen Volksmedizin (Medicina popular Peruana, 1922, in drei Bänden), das er in Zusammenarbeit mit Ángel Maldonado schrieb. Er schrieb eine Geschichte der peruanischen Medizin, die posthum veröffentlicht wurde (1944). Er war Mitglied der Academia Peruana de la Lengua.
Die 1964 gegründete Universidad Nacional Hermilio Valdizán in Huánuco ist nach ihm benannt. Es gibt auch ein nach ihm benanntes Krankenhaus, das Hermilio Valdizán Hospital.

## Werke (Auswahl)

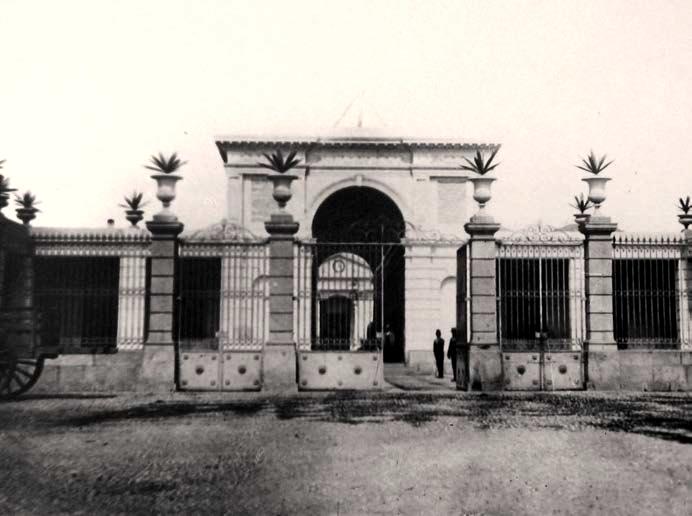
Hospital Dos de Mayo in Lima (Fassade)

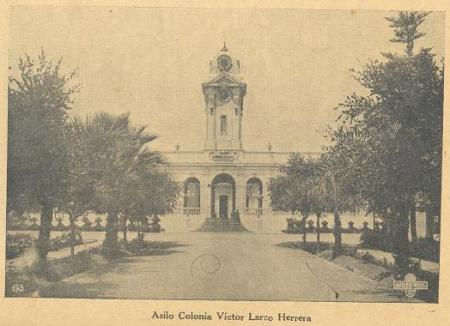
Asilo Colonia "Víctor Larco Herrera" im Distrikt Magdalena (1920er Jahre)

- La delincuencia en el Perú (1909) / „Verbrechen in Peru“ (über verschiedene Faktoren von Verbrechen in den sozialen Gruppen Perus, insbesondere der indigenen Bevölkerung)
- "Las perversiones sexuales en los primitivos peruanos" (1911) / „Sexuelle Perversion unter den peruanischen Primitiven“
- Los problemas médicos del matrimonio (1912) / „Medizinische Probleme der Ehe“
- La Psiquiatría en el Perú (1912) / „Die Psychiatrie in Peru“
- Un psichiatra del secolo XVI (1913) / „Ein Psychiater des 16. Jahrhunderts“
- El arte del barbero (1913) / „Die Kunst des Barbiers“
- Martín de Porres cirujano (1913) / „Der Chirurg Martin de Porres“
- De otros tiempos… (1914) / „Aus anderen Zeiten …“
- La alienación mental entre los primitivos peruanos (Lima, 1915) Online
- Los factores etiológicos de la alienación mental a través de la historia del Perú (Lima, 1917)
- Locos de la colonia (1919) / „Locos der Kolonie“
- La Medicina popular peruana / „Peruanische Volksmedizin“ (Lima: Imprenta Torres Aguirre 1922 (Contribución al Folklore Médico des Perú), in drei Bänden, in Zusammenarbeit mit Ángel Maldonado)
- Historia de enfermos (1923) / „Krankengeschichte“, erzählerisches Werk (Online).
- Anecdótica médica peruana (1924) / „Peruanische medizinische Anekdoten“ Online.
- Una recopilación de las obras del doctor José Casimiro Ulloa (1924–1925). / Eine Sammlung der Werke des Arztes Jose Casimiro Ulloa, in zwei Bänden (1924–1925)
- Diccionario de Medicina Peruana / „Wörterbuchs der peruanischen Medizin“, ein Nachschlagewerk in sechs Bänden, von dem bei seinem Tod erst ein Band erschienen war (1923). Ein zweiter Band erschien 1938, und der Rest seit 1957 in den Anales de la Facultad de Medicina (Annalen der Medizinischen Fakultät). Es vereint neben biographischen Informationen auch solche zu Literatur, Etymologie, Folklore und Medizin.
- Los médicos italianos en el Perú (1924) / „Italienische Ärzte in Peru“
- Historia de la Facultad de Medicina de Lima 1811–1911 / „Geschichte der Medizinischen Fakultät von Lima 1811–1911“ (1925, in drei Bänden).
- El doctor Hipólito Unanue (1926) / “Der Arzt Hipólito Unanue”
- Apuntes para la bibliografía médica peruana (1928) / „Anmerkungen zur peruanischen medizinischen Literatur“
- Hacia una reforma de los estudios médicos (1928) / „Auf dem Weg zu einer Reform der medizinischen Studien“
- Crónicas médicas (1929) / „Medizinische Chroniken“
- A ti, que eres padre (1934) / „Zu dir, der du Vater bist“
- Historia de la medicina peruana (postum, 1944) / „Geschichte der peruanischen Medizin“